# Mars 1847

## Événements

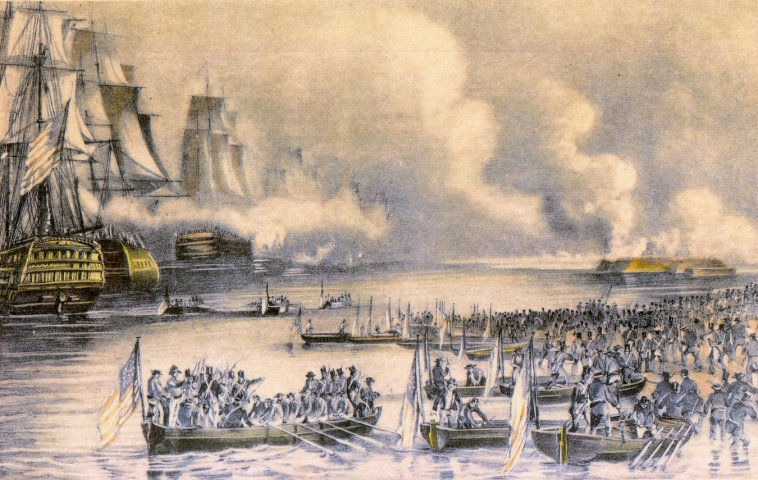
9 mars : débarquement de Veracruz

- Le pape Pie IX prend des mesures libérales. Il confie la censure à une commission de laïcs, institue un Conseil des ministres et une garde civique (juin).

- 1er mars : début de la dictature de Faustin Soulouque à Haïti, protecteur du vaudou (fin en 1859).

- 3 mars, France : Honoré de Balzac rend hommage à Louis Daguerre et à sa puissance créatrice dans Le Cousin Pons.

- 6 mars, France : Victor Hugo assiste au bal de l'Association des artistes dramatiques.

- 15 mars, France : inauguration de la section de ligne d'Amiens à Abbeville par la Compagnie du chemin de fer d'Amiens à Boulogne.

- 20 mars - 12 juin, France : publication de l’Histoire des Girondins (8 vol.) de Lamartine.

- 20 mars, France : mort de Mademoiselle Mars.

- 26 mars, France : Victor Hugo est présent à l'enterrement de Mlle Mars.

- 27 mars, France : arrivée du chemin de fer au Havre sur la ligne Paris-Le Havre.

- 29 mars : prise de Veracruz par le général Winfield Scott, qui marche sur Mexico. Il bat les Mexicains à Cerro Gordo, Contreras et Churubusco. Il prend Casa Mata et Molino del Rey, puis marche sur la colline de Chapultepec, le verrou de Mexico, qui tombe en septembre.

## Naissances
- 3 mars : Alexandre Graham Bell, inventeur britannique.
- 4 mars :
  - Karl Josef Bayer, chimiste autrichien.
  - Domenico Ferrata, cardinal italien de la curie romaine († 10 octobre 1914).
- 21 mars : Armand Cossée de Maulde, homme politique belge.
- 22 mars : Georges de Villebois-Mareuil, Colonel.
- 23 mars : Victor Besaucèle, ornithologue et taxidermiste français

## Décès
- 9 mars : Mary Anning, paléontologue britannique.
- 11 mars : John Chapman, botaniste et pionnier américain (° 1774).
- 17 mars : Grandville, illustrateur et dessinateur satirique pour des journaux tels que La Caricature et Le Charivari (° 3 décembre 1803).
- 27 mars : Francois Zola, ingénieur et père de Emile Zola.